# トップウェスト
トップウェストは、関西ラグビーフットボール協会が主催するラグビーユニオンの最上位の地域リーグの1つである。実力順にA・B・Cと3つのリーグで構成される。2023年度現在、9月上旬から11月下旬まで開催される。Aリーグの優勝・準優勝のチームは、関東（トップイーストリーグ）・九州（トップキュウシュウ）を含めた3地域社会人リーグ順位決定戦へ進出できる。全国社会人リーグのジャパンラグビーリーグワンとの入替戦は無い。

## 歴史
2002年（平成14年）まで（ジャパンラグビートップリーグ発足以前）は、関西社会人リーグという名で、他の地域の上位リーグと共に日本ラグビーにおける最上位リーグとなっていた。

### トップリーグ時代
2003年（平成15年）に、日本ラグビーフットボール協会が主催する全国社会人リーグ ジャパンラグビートップリーグが開幕し、同年、トップリーグへの登竜門の一つとして「トップウェスト」に改編された。トップウェスト初年度の参加チームは、関西社会人リーグからトヨタ自動車、豊田自動織機、大阪府警察、NTTドコモ関西、中部電力、ホンダ、JR西日本、レッドエボリューションズの8チームだった。
2015年度（平成27年度）から、Aリーグ・Bリーグ・Cリーグの3部構成になった。
トップイーストリーグやトップキュウシュウと同様、当初は「トップリーグの2部」と位置づけされていた。しかし、2017年（平成29年）からトップリーグの「全国的な2部」となるジャパンラグビートップチャレンジリーグが創設されたため、関西協会エリアに限って言えばトップウェストAリーグは3部、同Bは4部、同Cは5部の位置となった。
2020年度（令和2年度）、トップウェストは2020年10月から開幕したが、新型コロナウイルス感染症の流行により、途中で中止となった。トップイーストは例年より5か月以上順延し2021年1月23日開幕予定だったが、結局中止となった。トップキュウシュウも全日程が中止された。
2021年度（令和3年度）の2021-22シーズンは、トップウェストAは大阪府警察が優勝、トップイーストAはヤクルトレビンズが優勝したが、トップキュウシュウは前年度から2年連続でリーグを行えなかった。3地域社会人リーグ順位決定戦も開催されなかった。

### リーグワン時代
2022年（令和4年）、日本ラグビーフットボール協会が主催するトップリーグ（1部）・トップチャレンジリーグ（2部）が終了し、一般社団法人が主催するジャパンラグビーリーグワン（3部制）が開幕した。ジャパンラグビーリーグワンは、数千人規模の観客席数を擁するホームグラウンド確保や、地域コミュニティの運営など、リーグの１勝敗以外の参入条件があり、また、チーム数が欠けていない限りは新規参入は行わない。したがって、トップリーグ時代とは異なり、地域リーグで最上位となってもリーグワンへの昇格は無い。
2022年度（令和4年度）の2022-23シーズンは、トップウェストAは大阪府警察、トップイーストAは東京ガス、トップキュウシュウAはルリーロ福岡が優勝し、3チームで3地域社会人リーグ順位決定戦を行い、大阪府警察が準優勝、東京ガスが優勝した。
2023年（令和5年）、ジャパンラグビーリーグワンは3部（DIVISION3）が1チーム欠けて奇数チーム数となっているため、1チームまたは3チームの新規参入チームを募集した。5チームが参入希望を示したが、トップウェストからの新規参入希望チームは無かった。

## リーグ間の入替

### A・B入替戦、B・C入替戦
Aリーグ下位2チームとBリーグ上位2チーム、Bリーグ下位2チームとCリーグ上位2チームがぞれぞれ一発勝負の入替戦を行う。勝者は次年度に 上位リーグへ昇格 または 降格回避（残留）、敗者は次年度に 下位リーグへ降格 または 昇格不達成（残留）となる。

### C・府県リーグ入替戦
2018年度（平成30年度）の2018-19シーズンから、この間での入替戦は行われてない。

## ジャパンラグビーリーグワンへの参入

### 2024-25シーズンからの参入
- 2022年1月に開幕したジャパンラグビーリーグワン初年度（2022シーズン）において、2022年2月15日に宗像サニックスブルースが次年度からの脱退・廃部を表明した[3]。
- 以降、2023-24シーズンからの新規チーム受け入れを検討していたが、準備や調整の期間を要することから、2024-25シーズンから行うことを2023年2月7日に発表した[4]。リーグワンの東海林一専務理事は「地域リーグの最上位カテゴリーでの戦績で判断」などの方針を明かした[5][6]。新規参入チームは、最下部DIVISION3からスタートする[6]。
- 参入条件には「直近3年間の戦績」が良好であることのほか、「3000人以上収容のスタジアム確保」「40人以上の選手で、3分の2以上はリーグワンに準ずる試合の出場経験」「フロントロー3組を用意」「1億円以上の強化・活動費」「U12・U15チームの活動」などがある[4]。

- 2023年7月18日にリーグワンは、新規参入申請をした5チームを発表したが、トップウェストのチームは無かった[7][8]。

## 過去の入替

### 1部・2部間
- 2015年度（2015-16シーズン）は、トップウェストAの1stステージ及びトップウェストBのリーグ戦終了後、Aの1stステージ最下位チームとBの上位2チームの合計3チームによる入替リーグ（1回総当たり戦）を行った。1位のみが来シーズンAへ参戦し、下位2チームはBへ参戦する。なおこの順位は来シーズンのリーグ編成にかかわる順位決めも兼ねている[9]。
- 2017年度（2017-18シーズン）から、トップウェストAの下位2チームとトップウェストBの上位2チームが一発勝負の入替戦を行う。勝利チームが来季よりトップウェストAへ、敗戦チームはトップウェストBへ参戦する。
- 2019年度（2019-20シーズン）は、チーム数の調整のためトップウェストA最下位（9位）がトップウェストBへ自動降格、トップウェストA7位・8位とトップウェストB優勝・2位が一発勝負の入替戦を行った。
- 2021年度（2021-22シーズン）は入替戦はなく、トップウェストBリーグの1位が自動昇格、2022年度のAリーグは9チームになる。
- 2022年度（2021-22シーズン）のAリーグ9位はBに自動降格となり2023年度のAリーグは8チームに戻った。

### 2部・3部間
- 2019-20シーズンは、トップウェストB最下位（8位）がトップウェストCへ自動降格、トップウェストB6位・7位とトップウェストC優勝・2位が一発勝負の入替戦を行った。

### 3部・府県リーグ間
- かつては各リーグ戦終了後、トップウェストCの下位2チームと各府県協会から推薦された2チームが一発勝負の入替戦を行い、勝利チームが来季トップウェストCへ、敗戦チームはチームが属する府県リーグへ参戦だった。
- 2017-18シーズンは、トップウェストCが7チーム編成だったため、8チーム編成にするために特殊な入れ替え戦を行った。各府県協会から推薦された2チームが対戦し、勝者が来季よりトップウェストCへ参入、敗者はトップウェストC7位との一発勝負の入替戦へ回り、勝者がトップウェストC、敗者が各府県リーグへ参入する。
- 2019-20シーズンは、トップウェストC最下位（8位）がチームが属する府県リーグへ自動降格となった。

### トップリーグとの入替
- 2003-04シーズンから2006-07シーズンまでは優勝チームがトップチャレンジ1へ進出、2位がトップチャレンジ2へ進出していた。
- 2007-08シーズンからプレーオフ（順位決定戦）が導入された。リーグ戦の優勝はプレーオフの優勝チームとなる。リーグ戦終了後上位3チームがプレーオフに臨む。まずレギュラーリーグ戦2位と3位により1回戦を行い、その勝利チームが1位チームと決勝戦を争い、優勝及びトップチャレンジへの出場順位を確定させる。
- 2008-09シーズン以降は、リーグ戦1位-3位で順位決定戦（1回総当たり戦）を行う。優勝チームはトップチャレンジ1へ進出、2位はトップチャレンジ2へ進出する。

#### 2003-04シーズン〜2009-10シーズン
- 1位はトップチャレンジ1へ進み、2位以内に入ればトップリーグへ自動昇格、3位はトップリーグ入替戦へ進出。2位はトップチャレンジ2へ進み、1位はトップリーグ入替戦へ進出、2位以下は残留。

#### 2010-11シーズン〜2012-13シーズン
- 1位のトップチャレンジ1、2位のトップチャレンジ2進出はこれまでどおりだが、トップチャレンジ1と同時開催だったトップチャレンジ2が先開催となり、トップチャレンジで1位になったチームがトップチャレンジ1にコマを進め、トップチャレンジ1で2位までに入ればトップリーグへ自動昇格、3位・4位はトップリーグ入替戦へ進出する形となった。なおトップチャレンジ2で2位以下になれば残留なのは変わらない。

#### 2013-14シーズン・2014-15シーズン
- 1位のトップチャレンジ1、2位のトップチャレンジ2進出、トップチャレンジ1及びトップチャレンジ2の開催方法はこれまで通りだが、トップリーグへ自動昇格できるのがトップチャレンジ1の1位のみとなり、2位以下はトップリーグ入替戦へ進出する形となった。

#### 2015-16シーズン
- トップリーグの日程短縮、試合数減少に伴い自動昇格が無く、トップチャレンジ1へ進出したチームがトップリーグ入替戦へ進出する形となった。

#### 2016-17シーズン
- 次年度2017-18シーズンからトップリーグとトップウェストの間に2部リーグのジャパンラグビートップチャレンジリーグが創設されるため1-3位チームに上位リーグへの昇格の可能性があった。

#### 優勝チーム
- トップチャレンジ1へ進出。1位の場合トップリーグへ自動昇格、2位以下の場合、入れ替え戦で勝利すればトップリーグ昇格、敗戦・引き分け[10] であればトップチャレンジリーグへ参入。

#### 2位チーム
- トップチャレンジ2で1位になれば、1位チームと同様。2位以下の場合はトップチャレンジリーグへ参入。

#### 3位チーム
- トップイーストリーグ・トップキュウシュウの3位チームと「トップチャレンジリーグ参入マッチ」（1回総当たり戦）を戦い、2位以内に入ればトップチャレンジリーグへ参入、3位の場合トップウェスト残留。

### トップチャレンジリーグとの入替

#### 2017-18シーズン
- 1位チームのみがトップチャレンジリーグへの昇格チャンスがある「3地域チャレンジ」に進出。3地域チャレンジで1位の場合トップチャレンジリーグへ昇格、2位の場合トップチャレンジリーグ入替戦へ出場、3位の場合は残留。

#### 2018-19シーズン
- 1位チームが「3地域チャレンジ」に進出するのは変わらないが、自動昇格はなく、3地域チャレンジで1位・2位の場合トップチャレンジリーグ入替戦へ出場、3位の場合は残留で変わらない。

## 過去の1部の結果
2003-04シーズン
- トップウェスト初年度はトヨタ自動車が優勝し、トップチャレンジ1を勝ち抜き、翌年のトップリーグに自動昇格。準優勝の豊田自動織機はトップチャレンジ2を勝ち抜きトップリーグ入替戦に出場するもリコーに敗退。

2004-05シーズン
- トヨタ自動車がトップリーグへ昇格したが、ユニチカが2部から昇格したため8チーム。
- 豊田自動織機が優勝するも、トップチャレンジ1で3位となってしまい、トップリーグ入替戦でまたもリコーに敗退。準優勝のホンダもトップチャレンジ2を勝ち抜きトップリーグ入替戦に出場するもののワールドに敗退。

2005-06シーズン
- 近鉄がトップリーグから降格し9チームでリーグ戦を行う予定だったが、JR西日本がJR福知山線脱線事故を受けて全試合棄権、シーズン終了後に2部への降格が決まった。
- リーグ戦では近鉄が優勝したがトップリーグ入替戦でサニックスに敗退、準優勝のホンダヒートもトップリーグ入替戦でリコーに敗退。

2006-07シーズン
- JR西日本が前述の経緯により2部へ降格したが、善通寺自衛隊が2部から昇格し9チームで行われた。
- 近鉄が連覇を果たしたがトップリーグ入替戦で日本IBMと引き分けて規定で昇格できず、準優勝のホンダヒートはまたも入替戦でリコーに破れ敗退。

2007-08シーズン
- リーグ再編の為、昨シーズンの下位3チーム（レッドエボリューションズ、ユニチカ、善通寺自衛隊）が2部へ降格したが、ワールドがトップリーグから降格したため2チーム減の7チームで行われた。
- このリーグ再編によりトップウェストはトップリーグ経験のあるワールド・近鉄、トップチャレンジ出場経験があるホンダヒート・豊田自動織機の強豪がひしめく熾烈なリーグとなった。
- また、初めてトップウェストでリーグ戦後に順位決定を行う方式を採用した。その順位決定戦の結果、リーグでは3位だった近鉄がホンダヒート（リーグ2位）、ワールド（リーグ1位）を破り3連覇した。
- 近鉄はその後のトップチャレンジ1でもマツダ、横河電機に勝ちトップリーグに自動昇格した。準優勝のワールドは入替戦で日本IBMに敗れた。

2008-09シーズン
- 近鉄がトップリーグへ昇格したため6チームで行われた。
- ホンダヒートが初優勝しトップチャレンジ1を勝ち抜き自動昇格。準優勝の豊田自動織機は入替戦でサニックスに敗れた。
- また、シーズン3位のワールドはトップチャレンジ2出場をかけた順位決定戦に敗退し2期連続でトップリーグ復帰ができなかった後、プロ契約選手を排除し社員選手だけで活動する方針を決めたが、その後大量退部により部員数が激減したため企業チームとして継続することが困難になったことを受けて休部。トップウェストからの撤退が決まった。

2009-10シーズン
- ホンダヒートがトップリーグへ昇格、ワールドが前述の経緯により休部・撤退したため5チーム、2回戦総当たりで行われた。
- 豊田自動織機が全勝で5シーズンぶりに優勝。トップチャレンジ1で2位に入り、トップリーグ自動昇格を決めた。また、NTTドコモが準優勝し初めてトップチャレンジに臨んだが、トップチャレンジ2で2位に終わり入替戦出場はできなかった。

2010-11シーズン
- 豊田自動織機がトップリーグへ昇格したが、ホンダヒートがトップリーグから降格したため5チームで行われた。
- NTTドコモがホンダヒートとの優勝争いを制し初優勝、トップチャレンジ1も全勝。1年越しで悲願の昇格を果たすとともに日本選手権初出場も決めた。
- さらに、トップチャレンジ1の2位にはトップチャレンジ2から勝ち上がってきたホンダヒートが食い込み、トップウェストのチームがトップリーグ自動昇格の2枠を独占する結果となった。

2011-12シーズン
- NTTドコモ・ホンダヒートがトップリーグへ昇格、レッドエボリューションズが2部へ降格したが、豊田自動織機がトップリーグから降格、2部からJR西日本が昇格したため4チーム、2回戦総当たりで行われた。
- 豊田自動織機が全勝で2シーズンぶりに優勝したが、トップリーグ入替戦でサニックスに敗れ、2位の中部電力はトップチャレンジ2で敗退したため両チームともトップリーグ昇格はならなかった。

2012-13シーズン
- ホンダヒートがトップリーグから降格し再び5チームで行われた。
- 豊田自動織機が2シーズン連続で全勝優勝。トップリーグ自動昇格こそ逃したものの、トップリーグ入替戦で前年敗れたサニックスを振り切って3季ぶりのトップリーグ復帰を決めた。2位にはホンダヒートが入ったが、トップチャレンジ2で敗退した。

2013-14シーズン
- 豊田自動織機がトップリーグへ昇格し4チームで行われた。
- ホンダヒートが5シーズンぶりに優勝したが、トップリーグ入替戦でNTTドコモに敗れ、2位に中部電力が入ったがトップチャレンジ2で敗退したため両チームともトップリーグ昇格はならなかった。

2014-15シーズン
- ホンダヒートが2シーズン連続で優勝を果たし、トップチャレンジ1に出場、三菱重工相模原、九州電力、釜石に勝利して全勝でトップリーグ昇格を決めた。2位には大阪府警が入ったが、トップチャレンジ2で敗退した。

2015-16シーズン
- 再びリーグが再編。ホンダヒートがトップリーグへ昇格したが、2部から三菱自動車京都、ユニチカが昇格して5チームで行われた。また、2ステージ制になり1stステージでは全チーム総当たりで行われ、2ndステージでは5位のチーム以外の4チーム総当たりで行われる。なお、5位のチームはトップウェストBの優勝・準優勝チームと3チーム総当たりで入替リーグ戦を行う。
- 大阪府警が初優勝したが、トップリーグ入替戦でリコーに敗れ、2位の中部電力はトップチャレンジ2で敗退したため両チームともトップリーグ昇格はならなかった。

2016-17シーズン
- 三菱自動車京都が2部へ降格したが、NTTドコモがトップリーグから降格、2部から大阪ガスが昇格したため6チームで行われた。
- NTTドコモが2ndステージも含め全勝で6シーズンぶりに優勝、トップチャレンジ1でも三菱重工相模原、九州電力、日野自動車を破りトップリーグ昇格を果たした。
- 2位の中部電力はトップチャレンジ2で敗退するが、2017-2018シーズンから新設されるジャパンラグビートップチャレンジリーグへの参入が決定した。
- また、3位の大阪府警察も各地域リーグ3位チームと戦うチャレンジリーグ参入マッチに進んだが、最下位に終わりチャレンジリーグ参入を果たせなかった。

2017-18シーズン
- NTTドコモがトップリーグへ昇格、中部電力がトップチャレンジリーグへ参入したが、2部から島津製作所、三菱自動車京都、豊田通商、リコージャパンが昇格して2004-2005シーズン以来の8チームでリーグ戦が行われた。
- 大阪府警が全勝で2シーズンぶりの優勝を果たし、新設された3地域チャレンジへ進んだが、2位となりチャレンジリーグ7位との入れ替え戦へ回り、釜石に敗れトップチャレンジリーグ昇格を果たせなかった。

2018-19シーズン
- 中部電力がトップチャレンジリーグから降格し2006-2007シーズン以来の9チームでリーグ戦が行われた。
- 中部電力が初優勝を果たし、3地域チャレンジへ進んだが、2位となりチャレンジリーグ7位との入れ替え戦へ回り、釜石に敗れトップチャレンジリーグ昇格を果たせなかった。

2019-20シーズン
- リコージャパンが2部へ降格したが、2部から日本新薬が昇格したため9チームでリーグ戦が行われた。
- 中部電力が2シーズン連続で優勝した。なお、今シーズントップリーグが短縮日程で行われたことにより、入れ替え戦が開催されないことに伴い、3地域チャレンジは開催されなかった。

2020-21シーズン
- 日本新薬が2部へ降格ため8チームでリーグ戦を行われる予定だったが、新型コロナウイルス感染症の流行によりリーグ戦のほとんどの試合が中止となり、順位は無しとなった。

2021-22シーズン
- 昨年度同様の8チーム。
- 大阪府警が3シーズン（順位なしの昨年を除く）ぶりに優勝した。

2022-23シーズン
- 2部からリコージャパンが昇格したため9チームでリーグ戦が行われた。
- 大阪府警が2シーズン連続で優勝した。その後開催された3地域社会人リーグ順位決定戦（イースト・ウェスト・キュウシュウの優勝チームが出場）に出場し、1勝1敗で2位となった。

2023-24シーズン
- 三菱自動車京都、リコージャパンが2部へ降格したが、2部から関西丸和ロジスティックスが昇格したため8チームでリーグ戦が行われた。
- 大阪府警が3シーズン連続で優勝した。3地域社会人リーグ順位決定戦には優勝の大阪府警と2位の島津製作所が出場（各リーグの1・2位チームが出場）。島津製作所は初戦敗退、大阪府警は3位となった。

2024-25シーズン
- 中部電力が4シーズンぶりに優勝し、2位のDaigas Struggersと共に3地域社会人リーグ順位決定戦に出場した。中部電力、Daigas Struggers共に準決勝で敗れ3位・4位決定戦に進み、中部電力が勝利して3位、敗れたDaigas Struggersは4位となった。

## 参加チーム（2025-2026）
前年（2024-2025）シーズンの成績上位順に記載。

### トップウェストAリーグ（1部）
| チーム名                | 創設年 | 参加シーズン                       | 練習グラウンド | 備考                                                  |
| ----------------------- | ------ | ---------------------------------- | -------------- | ----------------------------------------------------- |
| 中部電力ラグビー部      | 1951年 | 2003-2004〜2016-2017、 2018-2019-  | 愛知県日進市   | 2017-2018はトップチャレンジリーグに在籍               |
| Daigas Struggers        | 不明   | 2016-2017〜                        | 大阪府大阪市   | 2019-2020までは「大阪ガスラグビー部」                 |
| 大阪府警察ラグビー部    | 1953年 | 2003-2004〜                        | 大阪府大東市   |                                                       |
| MARUWA LOGISTAR’Z KYOTO | 2016年 | 2023-2024〜                        | 京都府八幡市   | 2024-2025までは「関西丸和ロジスティックスラグビー部」 |
| 島津製作所Breakers      | 1988年 | 2017-2018〜                        | 京都府         | 2016-2017までは「島津製作所ラグビー部」               |
| JR西日本レイラーズ      | 1995年 | 2003-2004〜2004-2005、 2011-2012〜 | 兵庫県神戸市   |                                                       |
| 豊田通商BLUE WING       | 1980年 | 2017-2018〜                        | 愛知県豊田市   | 2010-2011までは「豊田通商ラグビー部」                 |
| ユニチカ・フェニックス  | 1959年 | 2004-2005〜2006-2007、 2015-2016〜 | 京都府宇治市   |                                                       |

### トップウェストBリーグ（2部）
| チーム名                               | 2部参加シーズン                                                       | 練習グラウンド | トップウェストA参加シーズン                                                    | 備考 |
| -------------------------------------- | --------------------------------------------------------------------- | -------------- | ------------------------------------------------------------------------------ | --- |
| きんでんラグビー部                     | 2003-2004〜2005-2006、 2014-2015〜                                    | 大阪府大阪市   | -                                                                              | |
| 三菱自動車京都レッドエボリューションズ | 2007-2008〜2008-2009、 2011-2012〜2014-2015、 2016-2017、 2023-2024〜 | 京都府京都市   | 2003-2004〜2006-2007、 2009-2010〜2010-2011、 2015-2016 2017-2018〜2022-2023   | 1957年創部 2010-2011までは「レッドエボリューションズ」でクラブチーム                                                                                         |
| リコージャパンBLACK AEGIS              | 2003-2004〜2016-2017、 2019-2020〜2021-2022、 2023-2024〜             | 大阪府大阪市   | 2017-2018〜2018-2019 2022-2023                                                 | 1988年創部 2005-2006までは「大阪リコーラグビー部」 2006-2007〜2009-2010までは「リコー関西ラグビー部」 2010-2011〜2019-2020までは「リコージャパンラグビー部」 |
| 三菱自動車倉敷キングフィッシャーズ     | 2023-2024〜                                                           | 岡山県倉敷市   | -                                                                              | 2004-2005〜2015-2016までは「三菱自動車水島ラグビー部」としてトップキュウシュウに在籍                                                                         |
| 大阪教員団                             | 2003-2004〜2014-2015、 2016-2017〜                                    | 大阪府         | -                                                                              | |
| 三菱電機メルコダイヤモンズ             | 2017-2018、 2020-2021〜2022-2023 2024-2025〜                          | 兵庫県伊丹市   | 2003-2004〜2006-2007、 2015-2016〜2016-2017、 2018-2019〜2019-2020、 2023-2024 | 2010-2011までは「三菱電機伊丹ラグビー部」 |
| JR東海ラグビー部                       | 2019-2020、 2022-2023〜                                               | 愛知県         | -                                                                              | |
| BTMUレッドブルズ                       | 2017-2018、 2023-2024、 2025-2026〜                                   | 不明           | -                                                                              | 2005-2006までは「UFJ銀行ラグビー部」 2016-2017までは「三菱東京UFJ銀行ラグビー部」                                                                            |

### トップウェストCリーグ（3部）
| チーム名                       | 3部参加シーズン                                                                   | 練習グラウンド | 2部参加シーズン                                                                 | 備考                                                                   |
| ------------------------------ | --------------------------------------------------------------------------------- | -------------- | ------------------------------------------------------------------------------- | ---------------------------------------------------------------------- |
| 日本新薬OWLSTARS               | 2012-2013〜2014-2015、 2025-2026〜                                                | 京都府京都市   | 2003-2004〜2011-2012、 2015-2016〜2018-2019、 2020-2021〜2024-2025              | 2019-2020はトップウェストAに在籍 2019-2020までは「日本新薬ラグビー部」 |
| K-POWERS                       | 2005-2006、 2007-2008〜2009-2010、 2011-2012〜2014-2015、 2016-2017、 2019-2020〜 | 不明           | 2003-2004〜2004-2005、 2006-2007、 2010-2011、 2015-2016、 2017-2018〜2018-2019 | 2003-2004は「関西電力ラグビー部」                                      |
| 守口市門真市消防組合ラグビー部 | 2015-2016〜2016-2017、 2023-2024〜                                                | 大阪府守口市   | 2017-2018〜2022-2023                                                            |                                                                        |
| 善通寺自衛隊ラグビー部         | 2010-2011、 2015-2016〜                                                           | 香川県善通寺市 | 2007-2008〜2009-2010                                                            | 2006-2007はトップウェストAに在籍                                       |
| 川崎重工ラグビー部             | 2005-2006〜2008-2009、 2015-2016、 2017-2018〜                                    | 兵庫県神戸市   | -                                                                               |                                                                        |
| KOMATSU YellwBulls             | 2017-2018、 2019-2020〜                                                           | 不明           | 2018-2019                                                                       |                                                                        |
| 大阪市消防局ラグビー部         | 2018-2019〜                                                                       | 大阪府大阪市   | -                                                                               |                                                                        |

## 過去に在籍したことがあるチーム

### トップリーグへ昇格
| チーム名                    | 創設年 | トップウェストA参加シーズン                             | 練習グラウンド | 備考                                                                     |
| --------------------------- | ------ | ------------------------------------------------------- | -------------- | ------------------------------------------------------------------------ |
| トヨタ自動車                | 1941年 | 2003-2004                                               | 愛知県豊田市   | 現・トヨタヴェルブリッツ                                                 |
| 近鉄ライナーズ              | 1929年 | 2005-2006〜2007-2008                                    | 大阪府東大阪市 | トップリーグ創設時に参加 現・花園近鉄ライナーズ                          |
| 豊田自動織機シャトルズ      | 1984年 | 2003-2004〜2009-2010、 2011-2012〜2012-2013             | 愛知県刈谷市   | 2009-2010までは「豊田自動織機ラグビー部」 現・豊田自動織機シャトルズ愛知 |
| ホンダヒート                | 1960年 | 2003-2004〜2008-2009、 2010-2011、 2013-2014〜2014-2015 | 三重県鈴鹿市   | 2004-2005までは「ホンダラグビー部」 現・三重ホンダヒート                 |
| NTTドコモレッドハリケーンズ | 1994年 | 2003-2004〜2010-2011、 2016-2017                        | 京都府         | 2007-2008までは「NTTドコモ関西ラグビー部」 現・レッドハリケーンズ大阪    |

### 府県リーグへ降格
| チーム名                               | 参加シーズン                                                       | 練習グラウンド | 備考                                                   |
| -------------------------------------- | ------------------------------------------------------------------ | -------------- | ------------------------------------------------------ |
| 京都市役所ラグビー部                   | 2003-2004                                                          | 京都府京都市   |                                                        |
| 京阪クラブ                             | 2003-2004〜2004-2005                                               | 不明           |                                                        |
| 大阪市役所ラグビー部                   | 2003-2004〜2010-2011                                               | 大阪府大阪市   | 1979年創部                                             |
| 門真ブルーソニックス                   | 2003-2004〜2006-2007、 2008-2009〜2011-2012、 2013-2014〜2014-2015 | 大阪府門真市   |                                                        |
| 新日鐵住金堺ラグビー部                 | 2017-2018                                                          | 大阪府堺市     |                                                        |
| 大阪チタニウムテクノロジーズラグビー部 | 2004-2005〜2006-2007、 2015-2016〜2019-2020                        | 兵庫県尼崎市   | 1954年創部 2007-2008までは「住友チタニウムラグビー部」 |

### 休部
| チーム名                   | 創設年 | 参加シーズン                           | 練習グラウンド | 備考 |
| -------------------------- | ------ | -------------------------------------- | -------------- | --- |
| ワールドファイティングブル | 1984年 | 2007-2008〜2008-2009 (トップウェストA) | 兵庫県神戸市   | 2008-2009シーズン終了後に休部。 現在は六甲SEA HAWKSと合併し「六甲ファイティングブル」としてクラブチーム化 |

### その他
| チーム名               | 創設年 | 参加シーズン | 練習グラウンド | 備考                                                                                           |
| ---------------------- | ------ | --- | -------------- | ---------------------------------------------------------------------------------------------- |
| スネイルズ             | 不明   | 2003-2004（トップウェストC） 2004-2005〜2006-2007、2007-2008〜2009-2010、2011-2012、2013-2014〜2014-2015、2015-2016〜2021-2022（トップウェストB） 2010-2011、2012-2013（トップウェストB1） | -              | 2005-2006までは「NTT西日本グループ大阪ラグビー部」 2022年にトップウェスト（Bリーグ所属）を脱退 |
| 大阪市教職員ラグビー部 | 不明   | 2009-2010〜2014-2015（トップウェストB1） 2015-2016〜2024-2025（トップウェストC） | 大阪府大阪市   | 2023年にトップウェスト（Cリーグ所属）を脱退                                                    |

## 歴代優勝

### 1部

#### トップウェストA
- 2003-04 - トヨタ自動車
- 2004-05 - 豊田自動織機
- 2005-06 - 近鉄ライナーズ
- 2006-07 - 近鉄ライナーズ
- 2007-08 - 近鉄ライナーズ
- 2008-09 - ホンダヒート
- 2009-10 - 豊田自動織機
- 2010-11 - NTTドコモレッドハリケーンズ
- 2011-12 - 豊田自動織機シャトルズ
- 2012-13 - 豊田自動織機シャトルズ
- 2013-14 - ホンダヒート
- 2014-15 - ホンダヒート

#### トップウェストAリーグ
- 2015-16 - 大阪府警察
- 2016-17 - NTTドコモレッドハリケーンズ
- 2017-18 - 大阪府警察
- 2018-19 - 中部電力
- 2019-20 - 中部電力
- 2020-21 - 順位無し
- 2021-22 - 大阪府警察
- 2022-23 - 大阪府警察
- 2023-24 - 大阪府警察
- 2024-25 - 中部電力

### 2部

#### トップウェストB
- 2003-04 - ユニチカ・フェニックス
- 2004-05 - 善通寺自衛隊
- 2005-06 - 善通寺自衛隊
- 2006-07 - JR西日本レイラーズ

#### トップウェストA1
- 2007-08 - JR西日本レイラーズ
- 2008-09 - レッドエボリューションズ
- 2009-10 - ユニチカ・フェニックス
- 2010-11 - JR西日本レイラーズ
- 2011-12 - ユニチカ・フェニックス
- 2012-13 - ユニチカ・フェニックス
- 2013-14 - ユニチカ・フェニックス
- 2014-15 - ユニチカ・フェニックス

#### トップウェストBリーグ
- 2015-16 - 大阪ガス
- 2016-17 - 島津製作所
- 2017-18 - きんでん
- 2018-19 - 日本新薬
- 2019-20 - リコージャパン
- 2020-21 - 順位無し
- 2021-22 - リコージャパンBLACK AEGIS
- 2022-23 - 関西丸和ロジスティックス
- 2023-24 - きんでん
- 2024-25 - きんでん

### 3部

#### トップウェストC
- 2003-04 - NTT西日本グループ大阪
- 2004-05 - きんでん
- 2005-06 - K-POWERS
- 2006-07 - 門真ブルーソニックス

#### トップウェストB
- 2007-08 - 大阪教員団
- 2008-09 - 大阪教員団
- 2009-10 - K-POWERS
- 2010-11 - 豊田通商
- 2011-12 - 島津製作所
- 2012-13 - K-POWERS
- 2013-14 - きんでん
- 2014-15 - K-POWERS

#### トップウェストCリーグ
- 2015-16 - 大阪教員団
- 2016-17 - K-POWERS
- 2017-18 - 大阪市消防局
- 2018-19 - 関西丸和ロジスティックス
- 2019-20 - 三菱電機メルコダイヤモンズ
- 2020-21 - 順位無し
- 2021-22 - JR東海
- 2022-23 - 三菱自動車倉敷キングフィッシャーズ
- 2023-24 - 三菱電機メルコダイヤモンズ
- 2024-25 - K-POWERS

### 優勝回数

#### 1部
- 大阪府警察[17] - 5回
- 豊田自動織機シャトルズ[17] - 4回
- 近鉄ライナーズ[17] - 3回
- ホンダヒート[18]  - 3回
- 中部電力 - 3回
- NTTドコモレッドハリケーンズ[18]  - 2回
- トヨタ自動車 - 1回

#### 2部
- ユニチカ・フェニックス - 6回
- JR西日本レイラーズ - 3回
- きんでん - 3回
- 善通寺自衛隊 - 2回
- リコージャパンBLACK AEGIS - 2回（リコージャパンとして1回）
- レッドエボリューションズ - 1回
- 大阪ガス - 1回
- 島津製作所 - 1回
- 日本新薬 - 1回
- 関西丸和ロジスティックス - 1回

#### 3部
- K-POWERS - 6回
- 大阪教員団 - 3回
- きんでん - 2回
- 三菱電機メルコダイヤモンズ - 2回
- NTT西日本グループ大阪 - 1回
- 門真ブルーソニックス - 1回
- 豊田通商 - 1回
- 島津製作所 - 1回
- 関西丸和ロジスティックス - 1回
- 大阪市消防局 - 1回
- 三菱自動車倉敷キングフィッシャーズ - 1回
- JR東海 - 1回

## 歴代順位表

### 1部
枠内が■色はトップリーグへ昇格、枠内が■色はトップチャレンジリーグへ昇格、枠内が■色は2部へ降格、枠内が■色は休部

#### トップウェストA
| 年度      | 優勝         | 2位             | 3位           | 4位                      | 5位                      | 6位             | 7位                      | 8位                      | 9位            |
| --------- | ------------ | --------------- | ------------- | ------------------------ | ------------------------ | --------------- | ------------------------ | ------------------------ | -------------- |
| 2003-2004 | トヨタ自動車 | 豊田自動織機    | 大阪府警察    | NTTドコモ関西            | 中部電力                 | ホンダ          | JR西日本                 | レッドエボリューションズ |                |
| 2004-2005 | 豊田自動織機 | ホンダ          | NTTドコモ関西 | 大阪府警察               | JR西日本                 | 中部電力        | レッドエボリューションズ | ユニチカ                 |                |
| 2005-2006 | 近鉄         | ホンダヒート    | 豊田自動織機  | 大阪府警察               | NTTドコモ関西            | 中部電力        | レッドエボリューションズ | ユニチカ                 | JR西日本       |
| 2006-2007 | 近鉄         | ホンダヒート    | 豊田自動織機  | NTTドコモ関西            | 大阪府警察               | 中部電力        | レッドエボリューションズ | ユニチカ                 | 善通寺自衛隊   |
| 2007-2008 | 近鉄         | ワールド        | ホンダヒート  | 豊田自動織機             | NTTドコモ関西            | 大阪府警察      | 中部電力                 |                          |                |
| 2008-2009 | ホンダヒート | 豊田自動織機    | ワールド      | NTTドコモ                | 中部電力                 | 大阪府警察      |                          |                          |                |
| 2009-2010 | 豊田自動織機 | NTTドコモ       | 大阪府警察    | 中部電力                 | レッドエボリューションズ |                 |                          |                          |                |
| 2010-2011 | NTTドコモ    | ホンダヒート    | 大阪府警察    | 中部電力                 | レッドエボリューションズ |                 |                          |                          |                |
| 2011-2012 | 豊田自動織機 | 中部電力        | 大阪府警察    | JR西日本                 |                          |                 |                          |                          |                |
| 2012-2013 | 豊田自動織機 | ホンダヒート    | 中部電力      | 大阪府警察               | JR西日本                 |                 |                          |                          |                |
| 2013-2014 | ホンダヒート | 中部電力        | 大阪府警察    | JR西日本                 |                          |                 |                          |                          |                |
| 2014-2014 | ホンダヒート | 大阪府警察      | 中部電力      | JR西日本                 |                          |                 |                          |                          |                |
| 2015-2016 | 大阪府警察   | 中部電力        | ユニチカ      | JR西日本                 | 三菱自動車京都           |                 |                          |                          |                |
| 2016-2017 | NTTドコモ    | 中部電力        | 大阪府警察    | JR西日本                 | 大阪ガス                 | ユニチカ        |                          |                          |                |
| 2017-2018 | 大阪府警察   | 大阪ガス        | JR西日本      | ユニチカ                 | 豊田通商                 | 三菱自動車京都  | リコージャパン           | 島津製作所               |                |
| 2018-2019 | 中部電力     | JR西日本        | 大阪府警察    | ユニチカ                 | 大阪ガス                 | 島津製作所      | 豊田通商                 | 三菱自動車京都           | リコージャパン |
| 2019-2020 | 中部電力     | 大阪府警察      | JR西日本      | 大阪ガス                 | ユニチカ                 | 豊田通商        | 島津製作所               | 三菱自動車京都           | 日本新薬       |
| 2020-2021 | 順位無し     | 順位無し        | 順位無し      | 順位無し                 | 順位無し                 | 順位無し        | 順位無し                 | 順位無し                 |                |
| 2021-2022 | 大阪府警察   | 中部電力        | JR西日本      | DaigasStruggers          | 島津製作所               | 豊田通商        | ユニチカ                 | 三菱自動車京都           |                |
| 2022-2023 | 大阪府警察   | 中部電力        | JR西日本      | 島津製作所               | DaigasStruggers          | ユニチカ        | 豊田通商                 | 三菱自動車京都           | リコージャパン |
| 2023-2024 | 大阪府警察   | 島津製作所      | 中部電力      | 関西丸和ロジスティックス | JR西日本                 | DaigasStruggers | 豊田通商                 | ユニチカ                 |                |
| 2024-2025 | 中部電力     | DaigasStruggers | 大阪府警察    | 関西丸和ロジスティックス | 島津製作所               | JR西日本        | 豊田通商                 | ユニチカ                 |                |

### 2部
枠内が■色は1部へ昇格、枠内が■色は3部へ降格、枠内が■色はリーグ脱退

#### トップウェストB（2003-04〜2006-07）
| 年度      | 優勝         | 2位      | 3位        | 4位          | 5位        | 6位        | 7位        | 8位      |
| --------- | ------------ | -------- | ---------- | ------------ | ---------- | ---------- | ---------- | -------- |
| 2003-2004 | ユニチカ     | 大阪ガス | 大阪リコー | 善通寺自衛隊 | 日本新薬   | 大阪教員団 | 島津製作所 | 関西電力 |
| 2004-2005 | 善通寺自衛隊 | 大阪ガス | 大阪リコー | 日本新薬     | 大阪教員団 | NTT西日本G | 島津製作所 | K-POWERS |
| 2005-2006 | 善通寺自衛隊 | 大阪ガス | 大阪リコー | NTT西日本G   | 日本新薬   | 大阪教員団 | 島津製作所 | きんでん |
| 2006-2007 | JR西日本     | 大阪ガス | リコー関西 | 日本新薬     | スネイルズ | 島津製作所 | 大阪教員団 | K-POWERS |

#### トップウェストA1（2007-08〜2014-15）
| 年度      | 優勝                     | 2位                      | 3位            | 4位        | 5位            | 6位            | 7位          |
| --------- | ------------------------ | ------------------------ | -------------- | ---------- | -------------- | -------------- | ------------ |
| 2007-2008 | JR西日本                 | レッドエボリューションズ | 大阪ガス       | ユニチカ   | リコー関西     | 日本新薬       | 善通寺自衛隊 |
| 2008-2009 | レッドエボリューションズ | JR西日本                 | ユニチカ       | 大阪ガス   | リコー関西     | 日本新薬       | 善通寺自衛隊 |
| 2009-2010 | ユニチカ                 | JR西日本                 | 大阪ガス       | 日本新薬   | リコー関西     | 善通寺自衛隊   |              |
| 2010-2011 | JR西日本                 | ユニチカ                 | リコージャパン | 大阪ガス   | 日本新薬       | K-POWERS       |              |
| 2011-2012 | ユニチカ                 | 三菱自動車京都           | リコージャパン | 大阪ガス   | 豊田通商       | 日本新薬       |              |
| 2012-2013 | ユニチカ                 | 三菱自動車京都           | 大阪ガス       | 島津製作所 | 豊田通商       | リコージャパン |              |
| 2013-2014 | ユニチカ                 | 大阪ガス                 | 三菱自動車京都 | 豊田通商   | リコージャパン | 島津製作所     |              |
| 2014-2015 | ユニチカ                 | 三菱自動車京都           | 大阪ガス       | きんでん   | 豊田通商       | リコージャパン |              |

#### トップウェストBリーグ（2015-16〜）
| 年度      | 優勝                     | 2位                      | 3位            | 4位            | 5位                  | 6位                  | 7位                  | 8位                |
| --------- | ------------------------ | ------------------------ | -------------- | -------------- | -------------------- | -------------------- | -------------------- | ------------------ |
| 2015-2016 | 大阪ガス                 | 島津製作所               | スネイルズ     | きんでん       | 日本新薬             | リコージャパン       | 豊田通商             | K-POWERS           |
| 2016-2017 | 島津製作所               | 三菱自動車京都           | 豊田通商       | リコージャパン | スネイルズ           | きんでん             | 大阪教員団           | 日本新薬           |
| 2017-2018 | きんでん                 | スネイルズ               | 大阪教員団     | 日本新薬       | K-POWERS             | 守口市門真市消防組合 | レッドブルズ         | 三菱電機           |
| 2018-2019 | 日本新薬                 | きんでん                 | スネイルズ     | 大阪教員団     | 守口市門真市消防組合 | 大阪市消防局         | K-POWERS             | KOMATSU YellwBulls |
| 2019-2020 | リコージャパン           | 関西丸和ロジスティックス | 大阪教員団     | きんでん       | スネイルズ           | 守口市門真市消防組合 | 大阪市消防局         | JR東海             |
| 2020-2021 | 順位無し                 | 順位無し                 | 順位無し       | 順位無し       | 順位無し             | 順位無し             | 順位無し             | 順位無し           |
| 2021-2022 | リコージャパン           | 関西丸和ロジスティックス | 大阪教員団     | 日本新薬       | きんでん             | 三菱電機             | 守口市門真市消防組合 | スネイルズ         |
| 2022-2023 | 関西丸和ロジスティックス | きんでん                 | 日本新薬       | JR東海         | 大阪教員団           | 三菱電機             | 守口市門真市消防組合 |                    |
| 2023-2024 | きんでん                 | 三菱自動車京都           | リコージャパン | 三菱自動車倉敷 | JR東海               | 日本新薬             | 大阪教員団           | レッドブルズ       |
| 2024-2025 | きんでん                 | 三菱自動車京都           | リコージャパン | 三菱自動車倉敷 | 大阪教員団           | 三菱電機             | 日本新薬             | JR東海             |

### 3部
枠内が■色は2部へ昇格、枠内が■色は下位リーグ へ降格、枠内が■色はリーグ脱退

#### トップウェストC（2003-04〜2006-07）
| 年度      | 優勝                 | 2位                  | 3位                  | 4位                  | 5位      | 6位            | 7位        | 8位        |
| --------- | -------------------- | -------------------- | -------------------- | -------------------- | -------- | -------------- | ---------- | ---------- |
| 2003-2004 | NTT西日本G大阪       | 大阪市消防局         | きんでん             | 門真ブルーソニックス | 三菱電機 | 京阪クラブ     | 大阪市役所 | 京都市役所 |
| 2004-2005 | きんでん             | 三菱電機             | 門真ブルーソニックス | 大阪市消防局         | UFJ銀行  | 住友チタニウム | 大阪市役所 | 京阪クラブ |
| 2005-2006 | K-POWERS             | 門真ブルーソニックス | 住友チタニウム       | 三菱電機             | UFJ銀行  | 大阪市消防局   | 川崎重工   | 大阪市役所 |
| 2006-2007 | 門真ブルーソニックス | 住友チタニウム       | 三菱東京UFJ銀行      | 大阪市消防局         | きんでん | 川崎重工       | 三菱電機   | 大阪市役所 |

#### トップウェストB（2007-08〜2014-15）
| 年度      | 優勝       | 2位        | 3位            | 4位            | 5位            | 6位                  |
| --------- | ---------- | ---------- | -------------- | -------------- | -------------- | -------------------- |
| 2007-2008 | 大阪教員団 | スネイルズ | K-POWERS       | 島津製作所     | 住友チタニウム | 門真ブルーソニックス |
| 2008-2009 | 大阪教員団 | 島津製作所 | K-POWERS       | 大阪チタニウム | きんでん       | スネイルズ           |
| 2009-2010 | K-POWERS   | 大阪教員団 | 島津製作所     | 大阪チタニウム | きんでん       | スネイルズ           |
| 2010-2011 | 豊田通商   | 大阪教員団 | 島津製作所     | きんでん       | 大阪チタニウム | 善通寺自衛隊         |
| 2011-2012 | 島津製作所 | きんでん   | K-POWERS       | 大阪教員団     | 大阪チタニウム | スネイルズ           |
| 2012-2013 | K-POWERS   | きんでん   | 大阪チタニウム | 日本新薬       | 大阪教員団     | 門真ブルーソニックス |
| 2013-2014 | きんでん   | K-POWERS   | 大阪教員団     | 大阪チタニウム | スネイルズ     | 日本新薬             |
| 2014-2015 | K-POWERS   | 島津製作所 | 日本新薬       | スネイルズ     | 大阪教員団     | 大阪チタニウム       |

#### トップウェストCリーグ（2015-16〜）
| 年度      | 優勝                     | 2位                  | 3位                  | 4位                  | 5位                | 6位                | 7位                       | 8位                       |
| --------- | ------------------------ | -------------------- | -------------------- | -------------------- | ------------------ | ------------------ | ------------------------- | ------------------------- |
| 2015-2016 | 大阪教員団               | 三菱東京UFJ銀行      | 守口市門真市消防組合 | 大阪市教職員         | 三菱電機           | 大阪チタニウム     | 善通寺自衛隊              | 川崎重工                  |
| 2016-2017 | K-POWERS                 | 守口市門真市消防組合 | 三菱電機             | 三菱東京UFJ銀行      | 大阪市消防局       | 大阪市教職員       | 善通寺自衛隊              | 大阪チタニウム            |
| 2017-2018 | 大阪市消防局             | KOMATSU YellwBulls   | 善通寺自衛隊         | 大阪市教職員         | 大阪チタニウム     | 川崎重工           | 新日鐵住金堺              |                           |
| 2018-2019 | 関西丸和ロジスティックス | JR東海               | レッドブルズ         | 三菱電機             | 善通寺自衛隊       | 大阪市教職員       | 川崎重工                  | 大阪チタニウム            |
| 2019-2020 | 三菱電機                 | K-POWERS             | KOMATSU YellwBulls   | レッドブルズ         | 善通寺自衛隊       | 大阪市教職員       | 川崎重工                  | 大阪チタニウム            |
| 2020-2021 | 順位無し                 | 順位無し             | 順位無し             | 順位無し             | 順位無し           | 順位無し           | 順位無し                  | 順位無し                  |
| 2021-2022 | JR東海                   | 大阪市消防局         | K-POWERS             | KOMATSU YellwBulls   | 善通寺自衛隊       | 川崎重工           | レッドブルズ 大阪市教職員 | レッドブルズ 大阪市教職員 |
| 2022-2023 | 三菱自動車倉敷           | レッドブルズ         | K-POWERS             | 大阪市消防局         | KOMATSU YellwBulls | 善通寺自衛隊       | 川崎重工                  | 大阪市教職員              |
| 2023-2024 | 三菱電機                 | K-POWERS             | 大阪市消防局         | 守口市門真市消防組合 | KOMATSU YellwBulls | 善通寺自衛隊       | 川崎重工                  | 大阪市教職員              |
| 2024-2025 | K-POWERS                 | レッドブルズ         | 守口市門真市消防組合 | 善通寺自衛隊         | 川崎重工           | KOMATSU YellwBulls | 大阪市消防局              |                           |

### 4部
枠内が■色は3部へ昇格、枠内が■色は府県リーグへ降格

#### トップウェストB1（2007-2008〜2014-2015）
| 年度      | 優勝                 | 2位                  | 3位                  | 4位                  | 5位                  | 6位                  |
| --------- | -------------------- | -------------------- | -------------------- | -------------------- | -------------------- | -------------------- |
| 2007-2008 | きんでん             | 三菱電機             | 三菱東京UFJ銀行      | 守口市門真市消防組合 | 川崎重工             | 大阪市消防局         |
| 2008-2009 | 門真ブルーソニックス | 三菱東京UFJ銀行      | 三菱電機             | 大阪市消防局         | 守口市門真市消防組合 | 川崎重工             |
| 2009-2010 | 豊田通商             | 三菱東京UFJ銀行      | 大阪市教職員         | 三菱電機             | 門真ブルーソニックス | 大阪市消防局         |
| 2010-2011 | スネイルズ           | 門真ブルーソニックス | 三菱電機             | 大阪市教職員         | 三菱東京UFJ銀行      | 大阪市消防局         |
| 2011-2012 | 門真ブルーソニックス | 大阪市教職員         | 守口市門真市消防組合 | 善通寺自衛隊         | 三菱東京UFJ銀行      |                      |
| 2012-2013 | スネイルズ           | 三菱電機             | 守口市門真市消防組合 | 善通寺自衛隊         | 大阪市教職員         | 三菱東京UFJ銀行      |
| 2013-2014 | 三菱電機             | 善通寺自衛隊         | 門真ブルーソニックス | 大阪市教職員         | KOMATSU YellwBulls   |                      |
| 2014-2015 | 大阪市教職員         | 三菱東京UFJ銀行      | 三菱電機             | 善通寺自衛隊         | KOMATSU YellwBulls   | 門真ブルーソニックス |